# Papamoscas

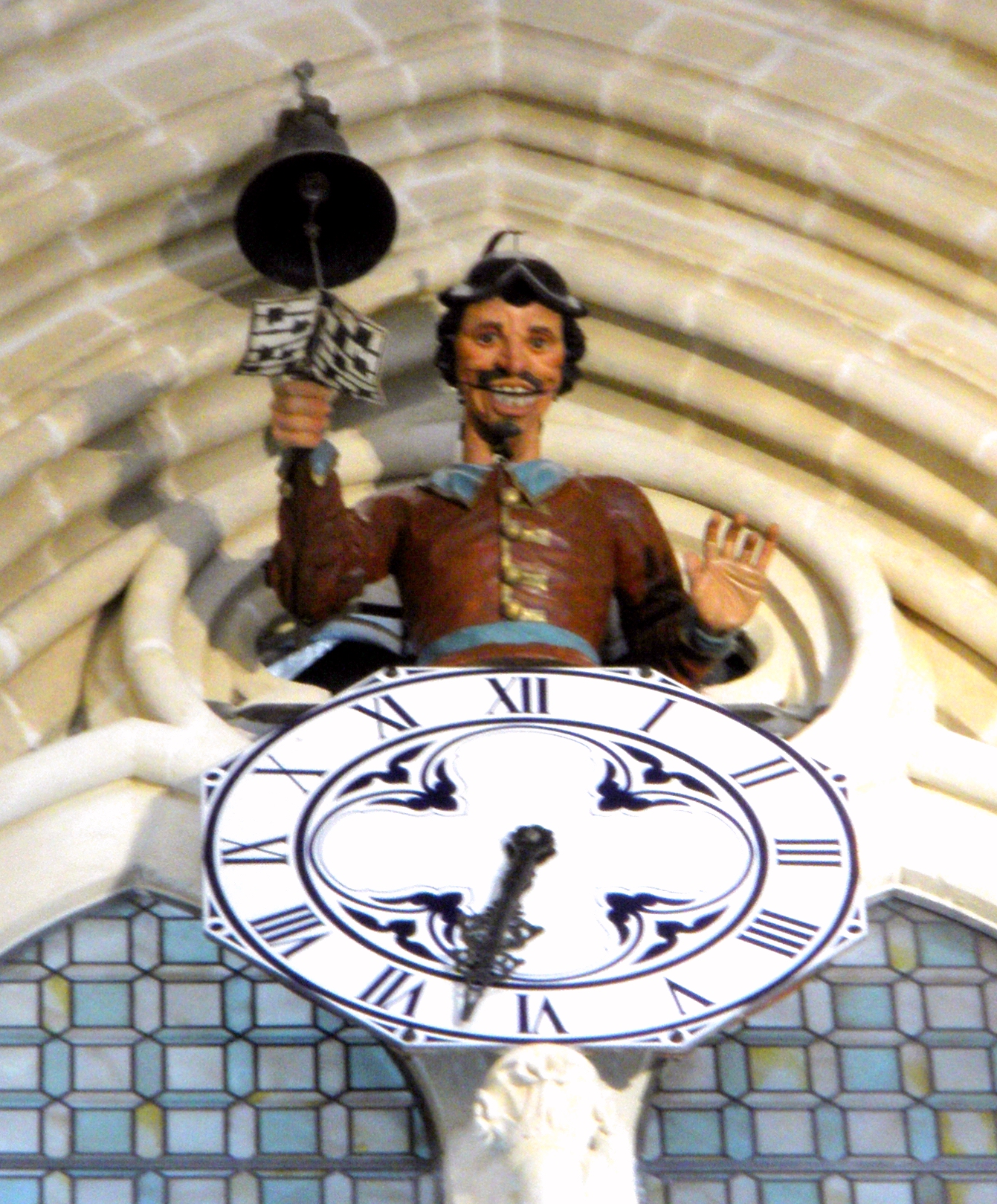
Primer pla del Papamoscas i el rellotge

El Papamoscas és un autòmat de la catedral de Burgos que totes les hores en punt obre la boca al mateix temps que mou el seu braç dret per accionar el batall d'una campana.
El Papamoscas està situat a la part alta de la nau major, en el finestral sobre el trifori, en el primer tram dels peus de la basílica. Es tracta d'una figura de mig cos que treu el cap sobre l'esfera d'un rellotge. Vesteix d'encarnat, els trets del seu rostre són Mefistòfils i mostra una partitura a la mà dreta. Amb aquesta mateixa mà empunya la cadena del batall d'una campana. Cada hora en punt s'acciona un mecanisme que mou el braç que provoca les campanades. La millor hora per veure en marxa a l'autòmat és, lògicament, les dotze del migdia, quan dona dotze cops i obre i tanca dotze vegades la boca.
Està documentada la presència de rellotges a la catedral des de l'època medieval. La imatge actual data del segle xviii, quan es va substituir el vell autòmat del segle xvi.

## El Martinillo
A l'esquerra del Papamoscas, a menor alçada i de menor mida, se situa en un balconet altre autòmat anomenat  Martinillo  o  Martinillos  que s'encarrega d'assenyalar els quarts. En aquest cas, mou els dos braços i s'acciona dues campanes que el flanquegen. Cada quart d'hora està assenyalat per dues campanades, més agudes que les del Papamoscas.

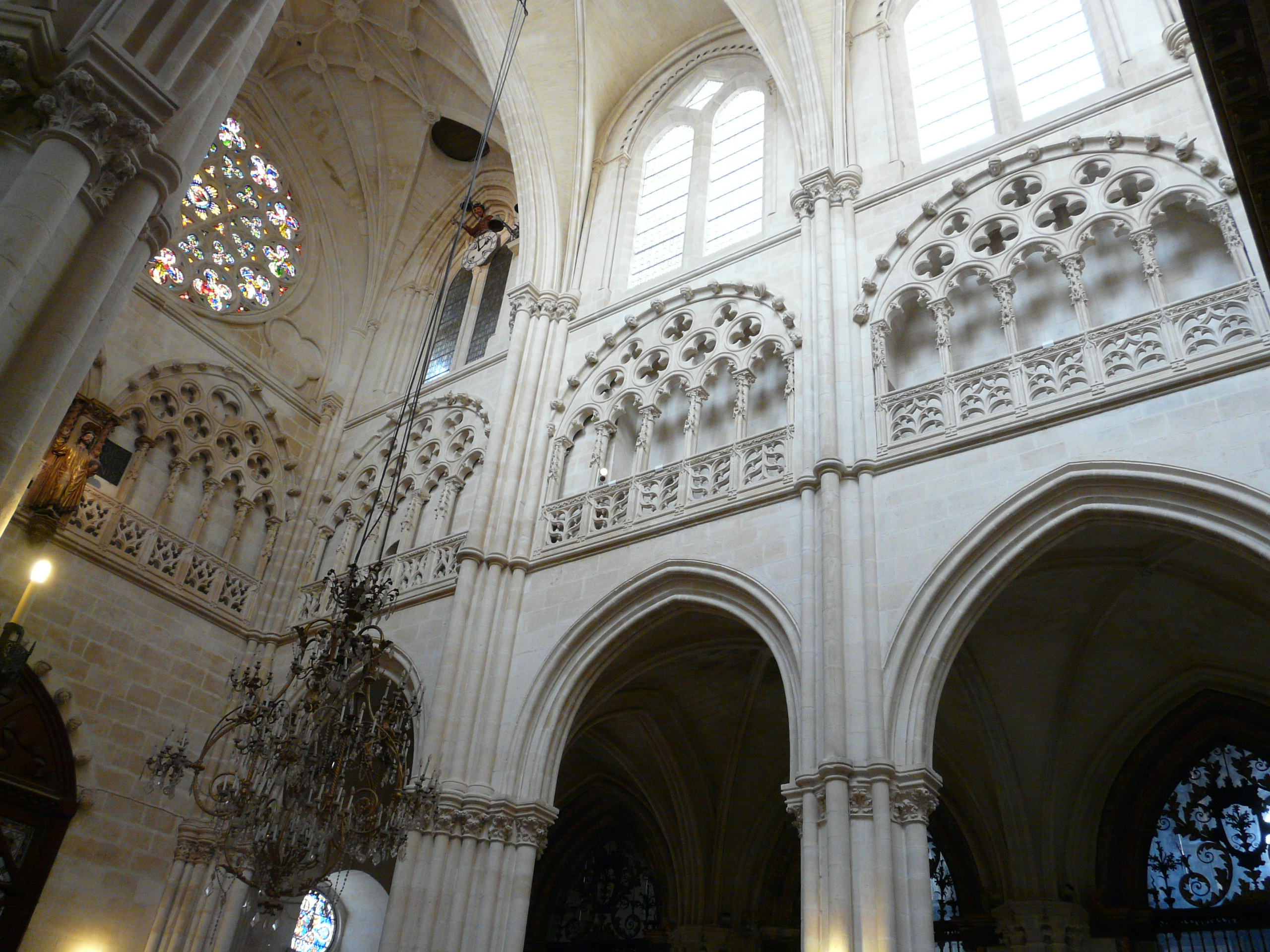
Posició del Papamoscas a la nau principal de la Catedral de Burgos: a dalt del primer tram, a prop de les voltes.

## El Papamoscas i la literatura
Aquest ninot és molt cèlebre i apareix en nombroses obres, especialment en els diaris de viatges o les memòries dels viatgers que visitaven Burgos. Entre altres autors, parlen del Papamoscas Edmondo De Amicis, Victor Hugo, o Benito Pérez Galdós, que va declarar la seva predilecció per aquest autòmat:
| «                     | No m'avergonyeixo de dir que mai, en les meves freqüents visites, vaig perdre l'encant innocent de veure funcionar l'infantil artifici del Papamoscas | » |
| — Benito PÉREZ GALDÓS | |   |

Galdós el cita a més en les seves novel  Napoleó a Chamartín  i  Fortunata y Jacinta . Altres lusions literàries apareixen a les memòries de Maria Cruz Ebre o de Paul Naschy, en els contes d'Ignacio Galaz oa la comèdia  Amb tu, pa i ceba  de Manuel Eduardo de Gorostiza.